# Niphont (Nowgorod)

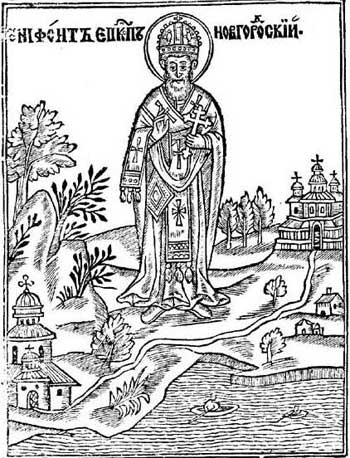
Heiliger Niphont (Nowgorod). 1661

Niphont (russisch Нифонт; † 1156) war Bischof von Nowgorod (1130–1156). Er war Autor der Fragen des Kirik (Вопрошание Кирика), einer der frühesten altrussischen theologischen Traktate überhaupt. Niphont wird in der russisch-orthodoxen Kirche als Heiliger verehrt, sein Gedenktag ist der 8. April und der Gedenktag der Pskower Heiligen.

## Leben
Das Geburtsjahr und ein weltlicher Name sind unbekannt.
Niphont wurde Mönch im Kiewer Höhlenkloster. 1130 wurde er zum Bischof von Nowgorod ernannt.
1147 stellte sich Niphont gegen die nicht kanonische Einsetzung von Clemens (Kliment) von Smolensk zum Metropoliten von Kiew durch Großfürst Isjaslaw II. ohne Zustimmung des Patriarchen von Konstantinopel. Dafür wurde er im Kiewer Höhlenkloster festgesetzt. Er wurde erst 1149 nach der Einnahme von Kiew durch Juri Dolgoruki wieder freigelassen. Vom Patriarchen wurde er in einem Schreiben für sein Eintreten für den rechten orthodoxen Glauben mit den alten heiligen Vätern verglichen und als Erzbischof tituliert.
Niphont ließ in Nowgorod die Sophienkathedrale weiter ausmalen. Er gründete das Mirosch-Kloster in Pskow und die St.-Clemens-Kirche in Ladoga.
Niphont starb 1156 in Kiew. Er liegt im Höhlenkloster bestattet. 1549 wurde er heiliggesprochen.